# Victor S. Miller
Pour les articles homonymes, voir Victor Miller et Miller.
Victor Saul Miller (né le 3 mars 1947 à Brooklyn, New York) est un mathématicien américain au Centre de recherche sur les communications (CCR) de l'Institut des analyses de défense.

## Biographie
Il obtient une licence en mathématique de l'université Columbia en 1968 et un doctorat de mathématiques à Harvard en 1975. Il est professeur assistant au département de mathématiques de l'université du Massachusetts à Boston de 1973 à 1978. En 1978, il rejoint le projet IBM 801 au département d'informatique du Centre de recherche Thomas J. Watson à New York et opte pour le département de mathématiques en 1984. Il travaille au CCR depuis 1993.
Ses principaux domaines de recherches sont la théorie algorithmique des nombres, la combinatoire, la compression de données et la cryptographie. Il est l'un des deux inventeurs de la cryptographie sur les courbes elliptiques avec Neal Koblitz. Il également inventeur de l'algorithme de Miller, qui est fondamental en cryptographie à base de couplages.